# Grön arassari
Grön arassari (Pteroglossus viridis) är en fågel i familjen tukaner inom ordningen hackspettartade fåglar.

## Utbredning och systematik
Fågeln förekommer från östra Venezuelas till Guyana och norra Brasilien. Den behandlas som monotypisk, det vill säga att den inte delas in i några underarter.

## Status och hot
Arten har ett stort utbredningsområde, men tros minska i antal, dock inte tillräckligt kraftigt för att den ska betraktas som hotad. Internationella naturvårdsunionen IUCN listar arten som livskraftig (LC).

## Bilder

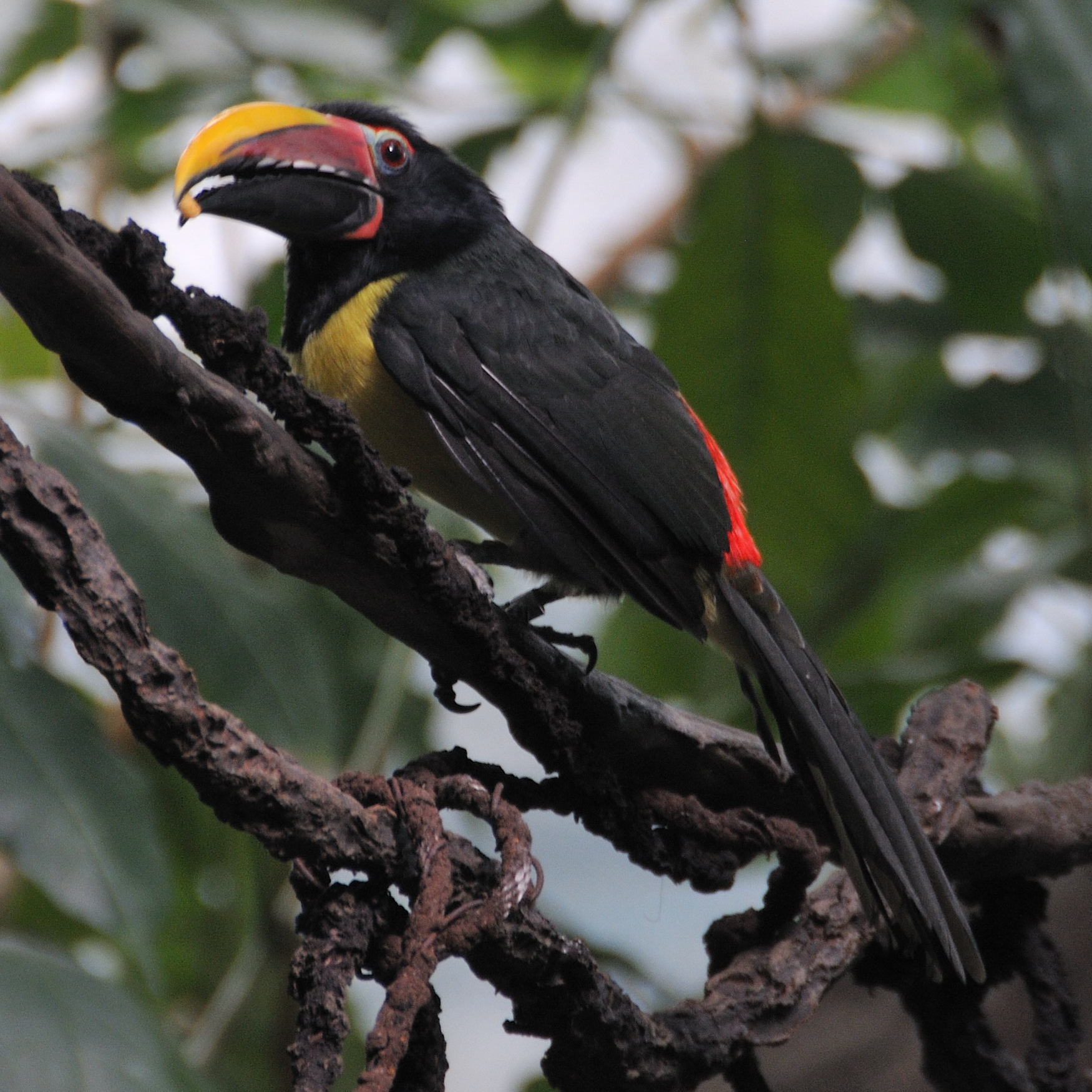
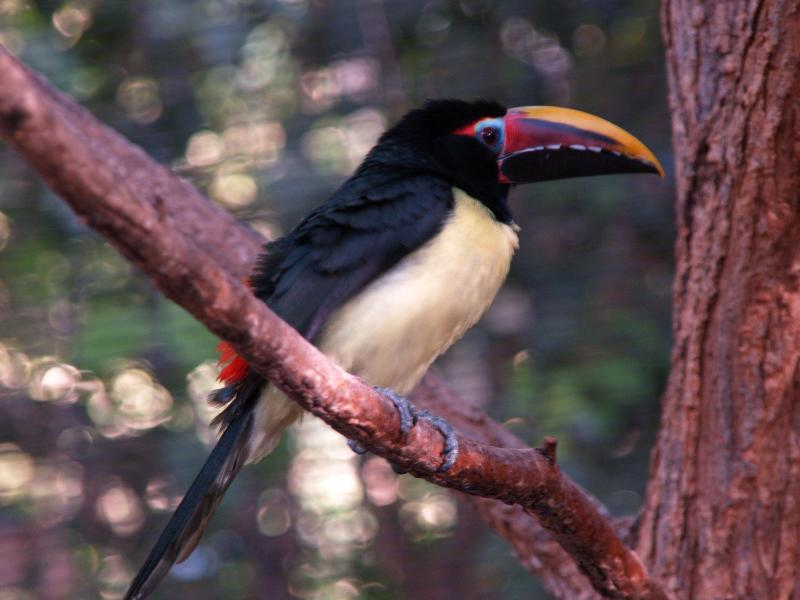
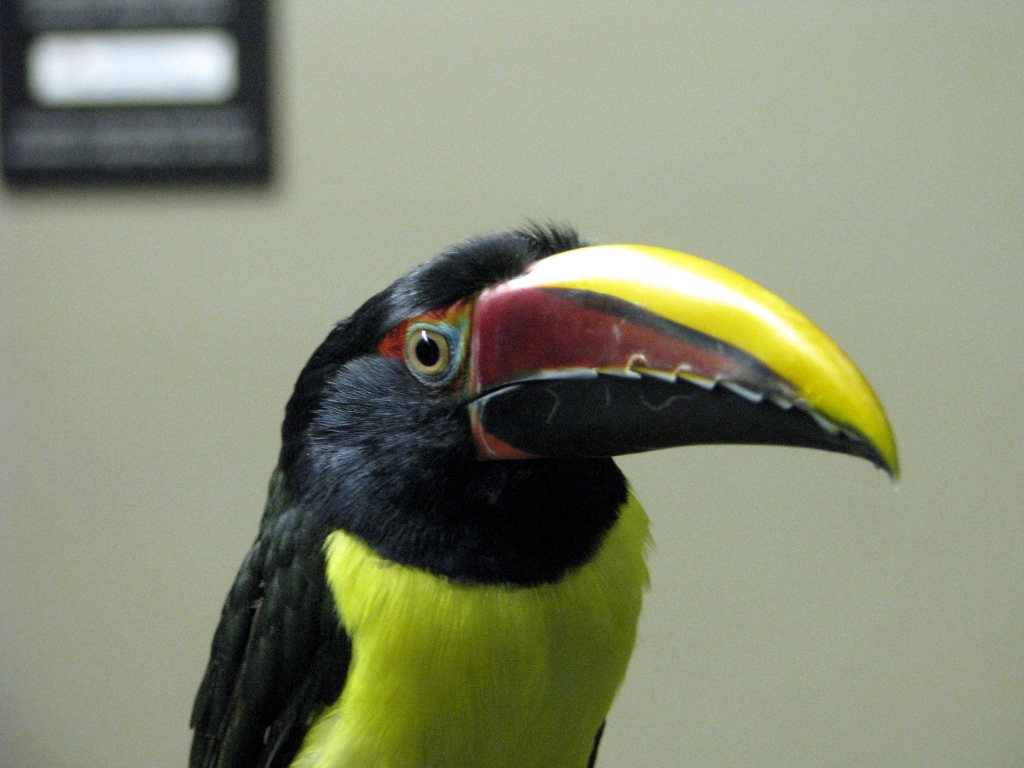